# Vicente Pascual Pastor
Vicente Juan Pascual Pastor (Alcoy, 3 juni 1865 - Alcoy, 2 februari 1941) was een Spaans architect. Hij was een van de belangrijkste vertegenwoordigers van de jugendstil in Alcoy en Valencia.
Hij studeerde aan de School voor Architectuur van Barcelona, waarna hij de gemeentelijk architect werd van zijn geboortestad Alcoy. Hij combineerde dit werk met het geven van lessen aan de lokale kunstschool. In 1909 werd hij burgemeester van Alcoy. In deze functie zette hij zich speciaal in voor de bouw van huizen in moderne en gezonde omstandigheden.
In 1916 trouwde hij met Elena Perez. Gedurende zijn carrière was hij verantwoordelijk voor het ontwerp van meer dan zestig projecten, hoofdzakelijk in Alcoy. Hij heeft echter ook meerdere gebouwen ontworpen in Bocairent en Banyeres de Mariola.

## Galerij

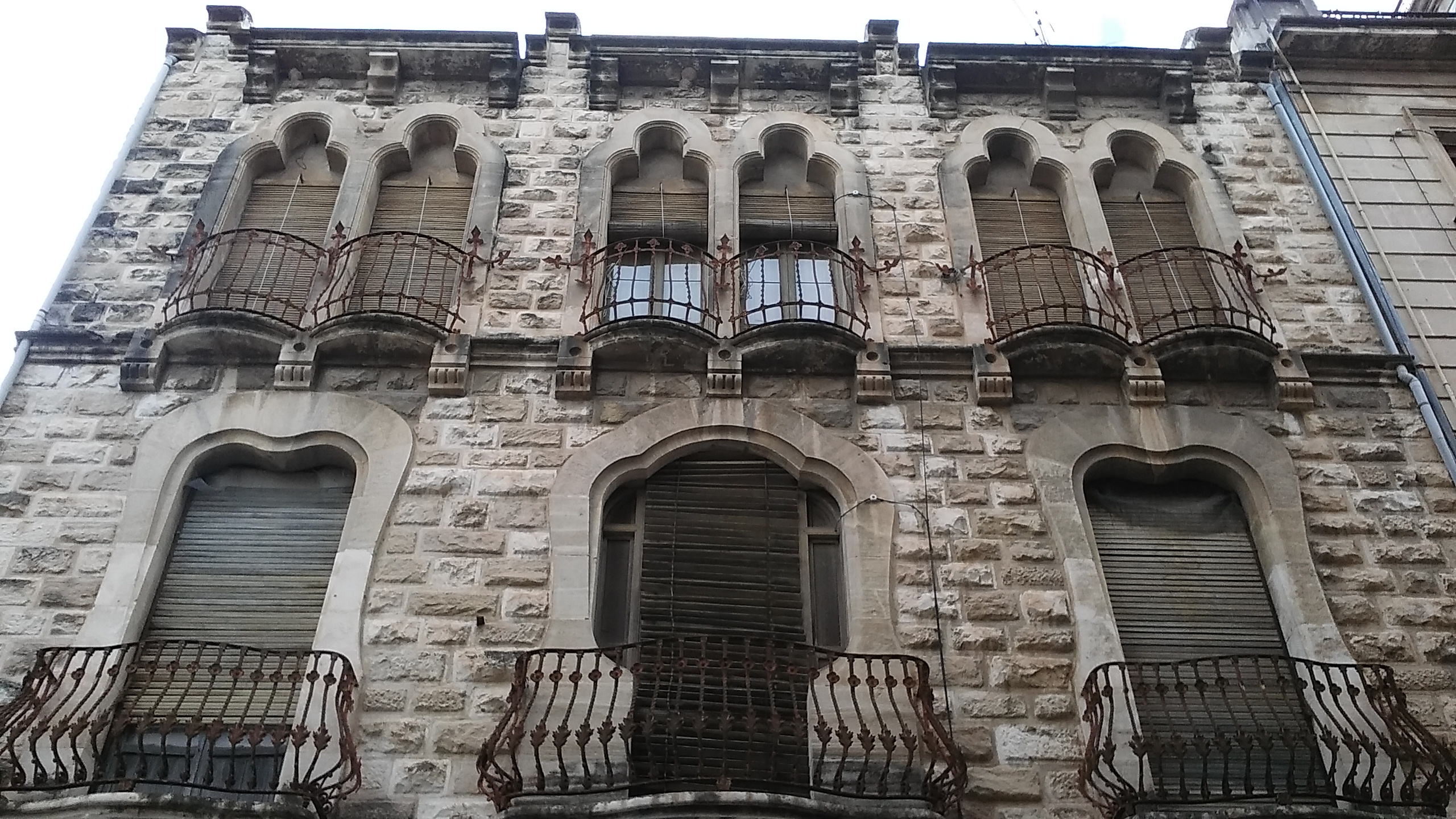
Casa Vilaplana in Alcoy
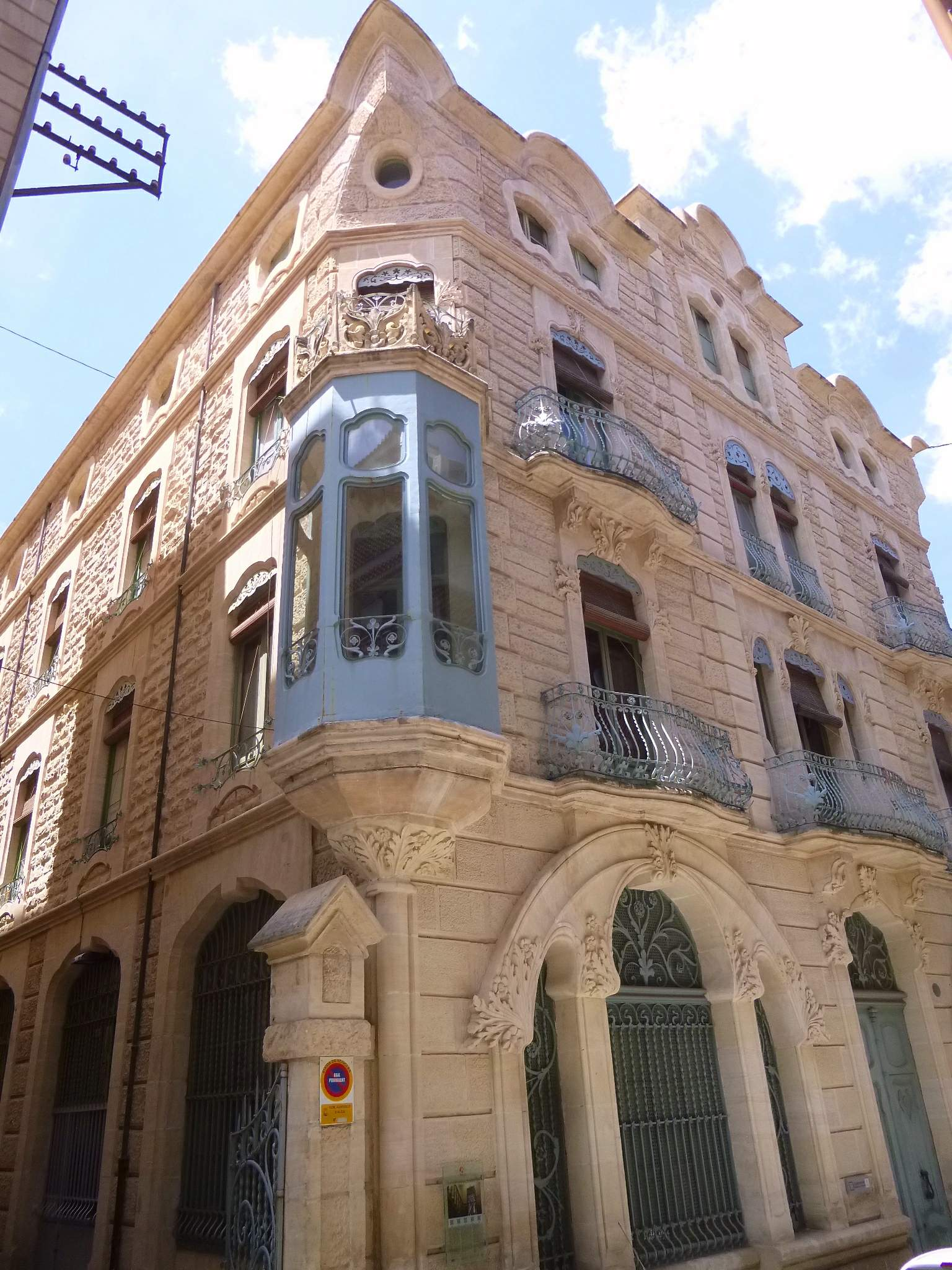
Casa d'Escaló in Alcoy
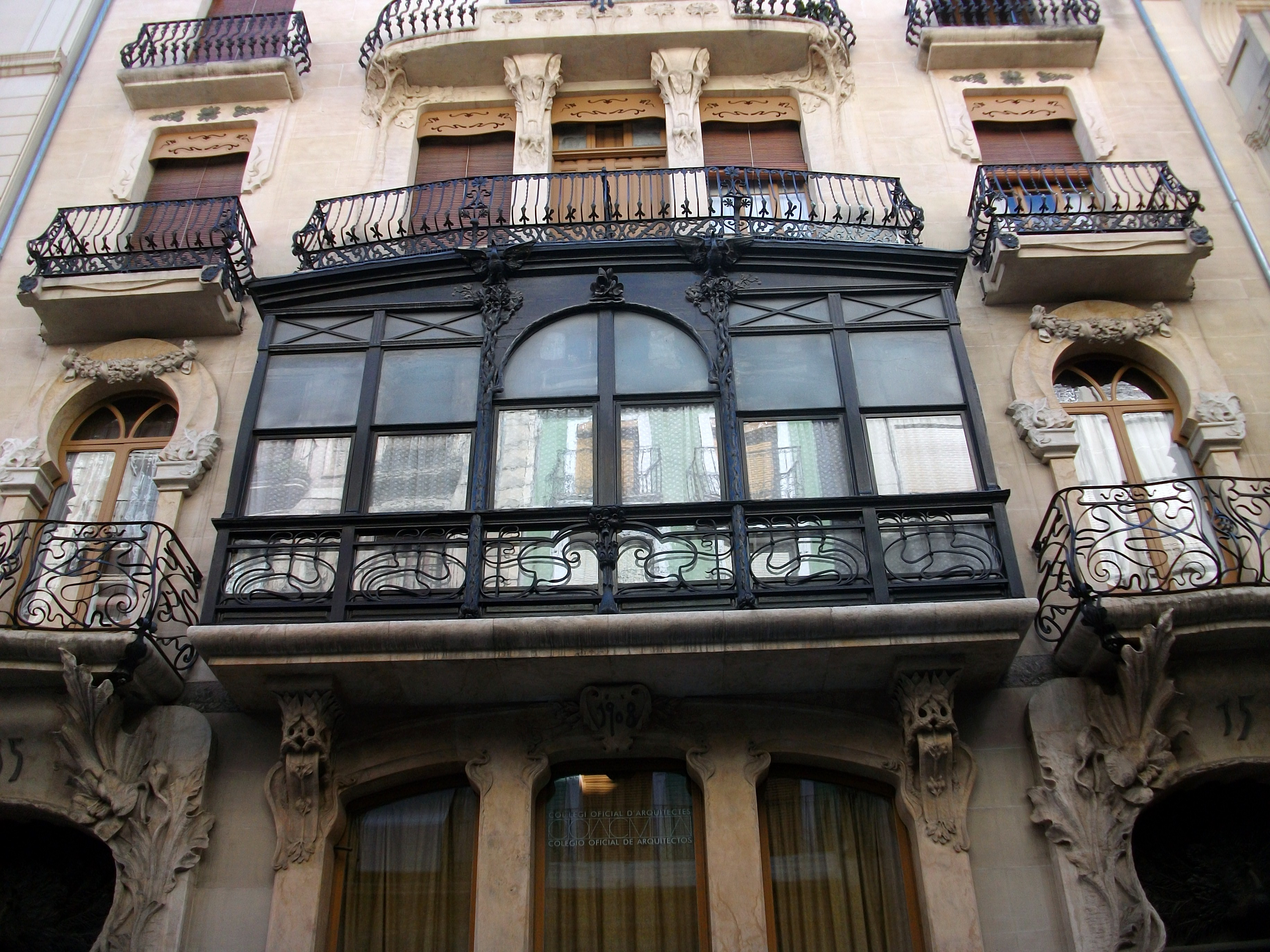
Casa del Pavo in Alcoy
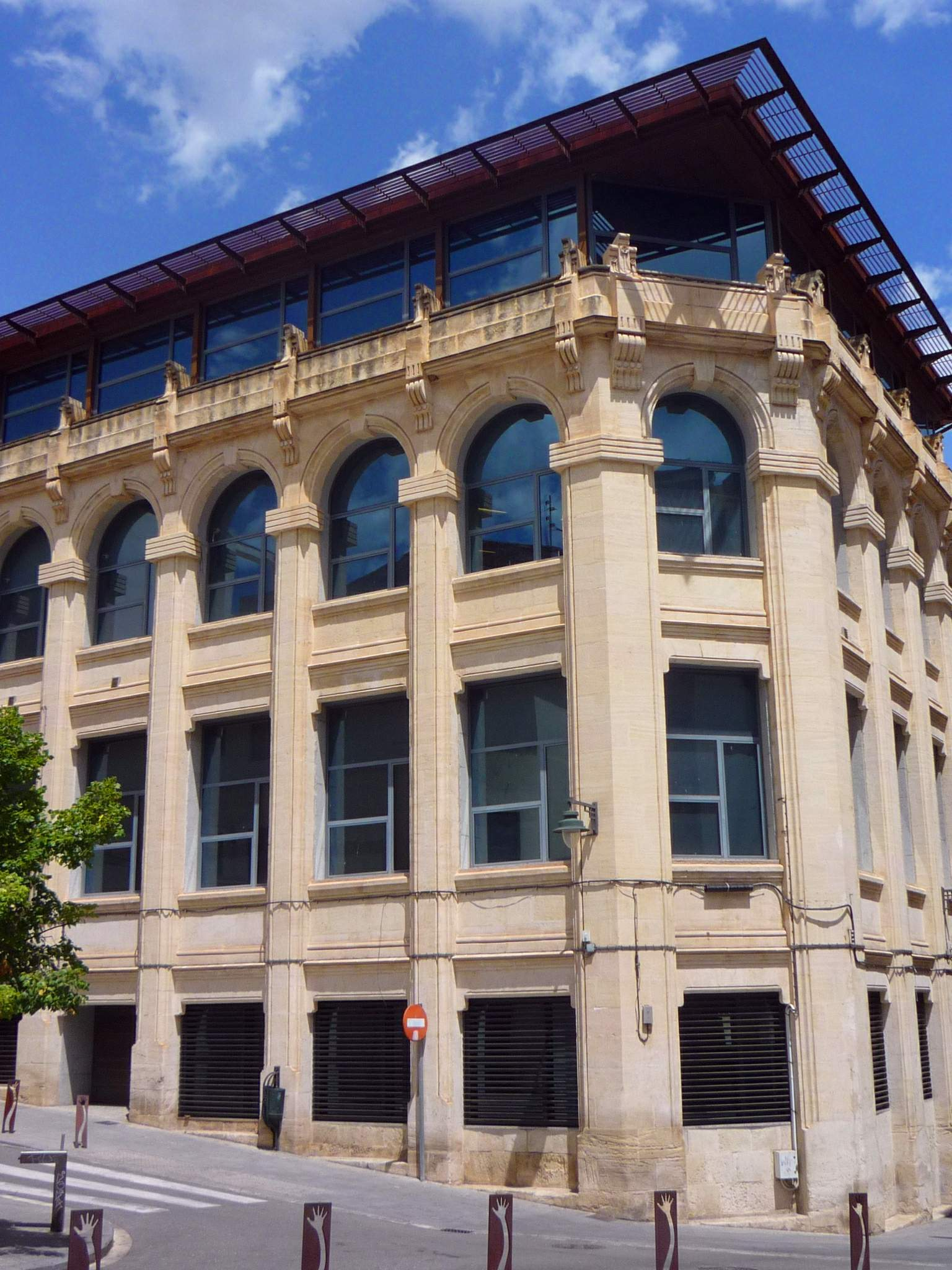
Fábricas de Ferrándiz y Carbonell in Alcoy

- Biblioteca Nacional de España: XX4933015
- Gemeinsame Normdatei: 103121948X
- Virtual International Authority File: 296032595